# Malaca Holandesa
```
   |-
       |
Erro:
:  
valor não especificado para "
nome_comum
"

   |-
       | 
Erro:
:  
valor não especificado para "
continente
"
```

```
   |-
       |
Erro:
:  
valor não especificado para "
nome_comum
"

   |-
       | 
Erro:
:  
valor não especificado para "
continente
"
```

A Malaca Holandesa (1641–1825) foi o período mais longo em que a cidade de Malaca esteve sob controle estrangeiro. Os holandeses governaram por quase 183 anos, com ocupações britânicas intermitentes durante as Guerras Revolucionárias Francesas e posteriormente as Guerras Napoleônicas (1795–1815). Essa era viu relativa paz com poucas interrupções graves por parte dos sultanatos malaios, devido ao entendimento forjado entre os holandeses e o Sultanato de Jor em 1606. Esse período também marcou o declínio da importância de Malaca. Os holandeses preferiam Batávia (atual Jacarta) como seu centro económico e administrativo na região, e a sua presença em Malaca visava evitar a perda da cidade para outras potências europeias e, subsequentemente, a competição que isso acarretaria. Assim, no século XVII, com a Malaca deixando de ser um porto importante, o Sultanato de Jor tornou-se a principal potência local na região devido à abertura dos seus portos e à aliança com os holandeses.

## Conquista Holandesa da Malaca Portuguesa

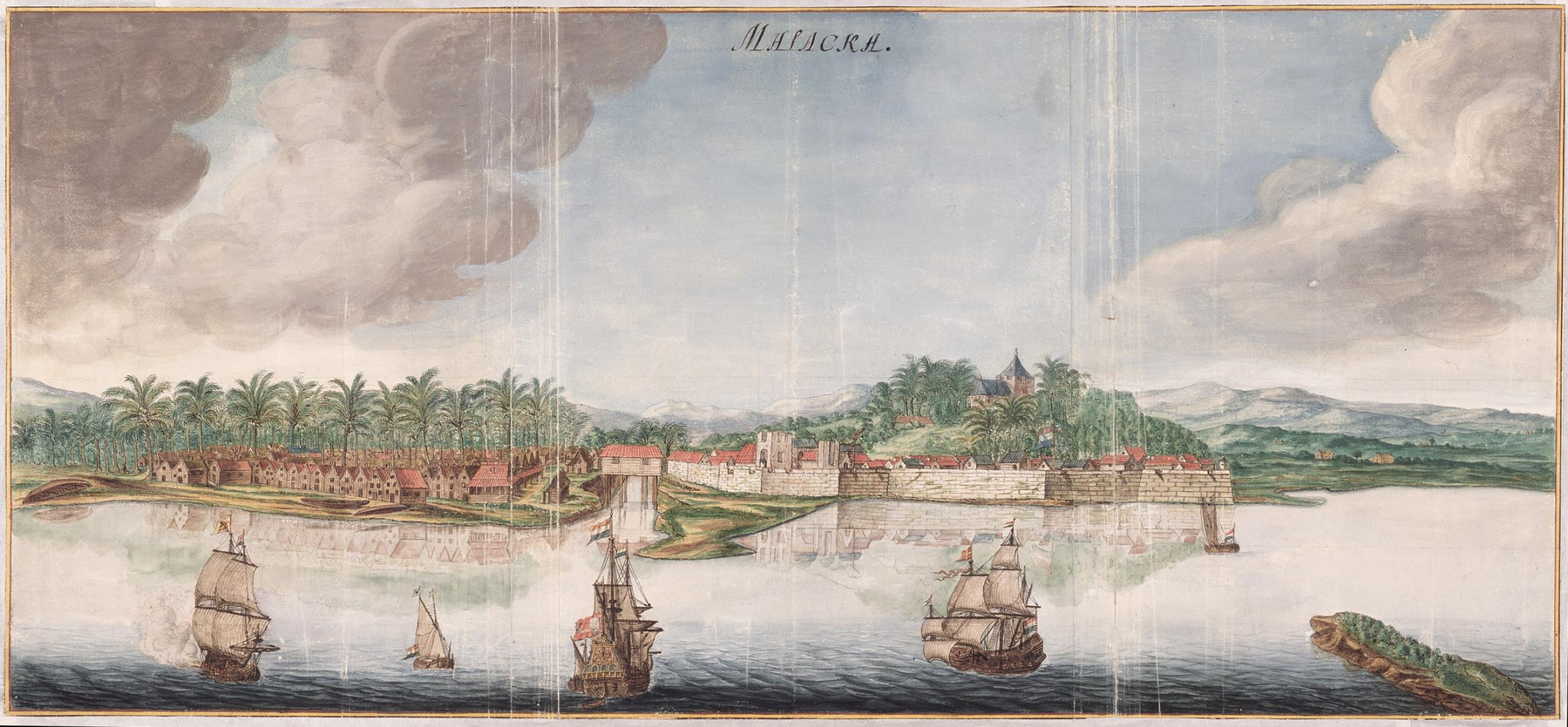
Malaca Holandesa, ca. 1665

No início do século XVII, a Companhia Holandesa das Índias Orientais (em neerlandês:  Verenigde Oostindische Compagnie, VOC) iniciou uma campanha para usurpar o poder português no Oriente. Naquela época, os portugueses haviam transformado a cidade de Malaca em uma fortaleza impenetrável (a Fortaleza de Malaca), controlando o acesso às rotas marítimas do Estreito de Malaca e ao comércio de especiarias ali. Os holandeses começaram com pequenas incursões e escaramuças contra os portugueses. A primeira tentativa séria foi o cerco de Malaca em 1606 pela terceira frota da VOC da República Holandesa com onze navios, sob o comando do Almirante Cornelis Matelieff de Jonge, o que levou à Batalha do Cabo Rachado. Embora os holandeses tenham sido derrotados, a frota portuguesa de Martim Afonso de Castro, o Vice-Rei de Goa, sofreu pesadas baixas, e a batalha mobilizou as forças do Sultanato de Jor em uma aliança com os holandeses e, mais tarde, com os achéns.
Os holandeses, junto com seus aliados javaneses locais, totalizavam cerca de 700 homens, e tomaram Malaca dos portugueses em janeiro de 1641. A assistência também foi fornecida pelos holandeses pelo Sultanato de Jor, que forneceu cerca de 500–600 homens adicionais. Os holandeses também receberam suprimentos e comida dos arredores e de sua base recentemente capturada em Batavia. A campanha destruiu efetivamente o último bastião do poder português, removendo sua influência no Arquipélago Malaio. De acordo com o acordo com Johor em 1606, os holandeses tomaram o controle de Malaca e concordaram em não buscar territórios ou declarar guerra com os reinos malaio.

## Transferência de Malaca para os Britânicos
Em janeiro de 1795, o stadhouder holandês Guilherme V, buscando refúgio na Grã-Bretanha, emitiu as Cartas de Kew, ordenando aos governadores holandeses nas colónias que transferissem temporariamente a autoridade para o Reino Unido e cooperassem com os britânicos na guerra contra os franceses, enquanto a "mãe-pátria" estivesse sob ameaça de invasão. Malaca foi, portanto, entregue para os britânicos, e permaneceria sob ocupação britânica até o fim das Guerras Napoleônicas. Malaca permaneceu sob soberania nominal holandesa durante quase duas décadas de administração britânica.
Sob a administração britânica, a fortaleza da era portuguesa em Malaca foi demolida em etapas a partir de 1807, pois os britânicos temiam que os holandeses a usassem contra eles em um futuro conflito regional. Apenas a Porta de Santiago (Fortaleza de Malaca) foi poupada da destruição após a intervenção tardia de Thomas Stamford Raffles.
O Tratado Anglo-Holandês de 1814 restaurou Malaca ao domínio holandês; no entanto, os holandeses não recuperaram o controle total até 1818. A soberania sobre Malaca foi cedida permanentemente aos britânicos sob o Tratado Anglo-Holandês de 1824.